# Simon Franke
Simon Franke (Middelie, 16 maart 1880 – Amsterdam, 24 september 1957) was een Nederlandse schrijver.

## Levensloop

### Jeugd
Simon Franke, een van de vijf kinderen van Simon Franke en Maartje Koeman groeide op in zijn geboortedorp Middelie, dat een duidelijke rol speelt in zijn streekroman "Doppie's Jeugd". Van zijn jeugd is weinig bekend maar op dertienjarige leeftijd woont hij al in Edam, waarschijnlijk als knecht.

### Nederlands-Oost-Indië
In 1897 geeft de dan 17 jaar oude Franke zich op als soldaat bij de Koloniale Reserve en is daarmee "vrijwillig geengageerd voor zes jaren bij het leger zoowel in als buiten Europa". Eind 1898 wordt hij als korporaal gedetacheerd in Oost-Indië, waar hij op 23 december aankomt in Batavia. Hier dient hij in het 1e en later het 4e Bataljon Infanterie en wordt in 1901 gedegradeerd naar de rang van fuselier. Zijn ervaringen in deze rol zullen ongetwijfeld de inspiratie hebben gegeven tot de roman "Jan Fuselier". Begin 1903 komt Franke weer terug in Nederland, waar hij op 14 maart de dienst verlaat.

### Nederland
Terug in Nederland werkt Franke bij de spoorwegen, waarbij hij regelmatig verhuist, daarbij steeds terugkomend in zijn geboorteplaats Middelie. Op 17 juni 1909 huwt hij in Zaandam met Margreet Dolleman en in 1911 verhuist het paar naar Amsterdam, waar hij werkt bij een Raad van Arbeid. Hij blijft hier tot aan zijn overlijden wonen. In 1927 publiceert hij zijn eerste werk, Gouden vlinders. Op zijn persoonskaart wordt als laatste beroep vermeld letterkundige.
Franke was een socialist, hij schrijft voor de "De Radiogids" van de VARA, waarvoor hij ook radiobijdragen levert en schrijft de tekst "De werkers der wereld" op de muziek van Jan Roelof van der Glas voor het liedboek "Socialistische Liederenbundel", uitgegeven door De Arbeiderspers.

### Streekromans
- Doppie's jeugd (1952), De Arbeiderspers, Amsterdam, ARBO serie
- Tussen dijken en sloten (1944 2e druk), De Arbeiderspers, Amsterdam

### Historische romans over Nederlands Indië
- Jan Fuselier (1934), De Arbeiderspers, Amsterdam
- Een stad verrees (een zomer uit het oude Batavia), Scheltens & Giltai, Amsterdam
- Het grote huis (1938), De Arbeiderspers Jeugdserie, Amsterdam
- Gevleugelde paarden, Indonesische legenden met illustraties van Frits van Bemmel, U.-M. "West-Friesland"

### Kinderboeken
- Hakbek de Kraai (1928), Kluitman, Alkmaar
- Djojo uit de kampong (1935), Becht, Amsterdam
- Kantjil, het dwerghertje (1936), Kluitman, Alkmaar[8]
- Si Ardjoe en zijn buffel (1938)[9]
- De zilveren lepel (1950), De Arbeiderspers, Amsterdam
- Siebe van de Dijkhoeve (1948), De Arbeiderspers Jeugdserie, Amsterdam
- Met de helm geboren (1949), De Arbeiderspers Jeugdboekerij, Amsterdam
- Jaap heeft een Ekster, Kluitman, Alkmaar, Serie Ons Genoegen
- Jaap temt een egel, Kluitman, Alkmaar
- Sonja voor het eerst naar school, Kluitman, Alkmaar, meisjesboek
- Tula de kleine houtsnijder, Kluitman Jeugdserie, Alkmaar
- Te laat
- Sinterklaas Kapoentje met illustraties van Freddie Langeler, Kluitman, Alkmaar